# Rettungsfolter
Der Euphemismus Rettungsfolter bezeichnet die Anwendung von Folter durch eine Amtsperson im Rahmen der Gefahrenabwehr, um eine Person zu einer Aussage zu zwingen, durch die ein bedrohtes Rechtsgut geschützt werden soll. Sie verstößt gegen die grundgesetzlich geschützte Menschenwürde und gegen Menschenrechte.
Im deutschsprachigen Raum wurde die Bezeichnung in der Diskussion um die Entführung des elfjährigen Jakob von Metzler in Frankfurt am Main bekannt. Der damalige Vizepräsident der Frankfurter Polizei Wolfgang Daschner hatte angeordnet, dem Entführer Magnus Gäfgen Folter anzudrohen, um den Aufenthaltsort des Opfers zu erfahren. Der Strafrechtswissenschaftler Reinhard Merkel sprach in diesem Zusammenhang von Rettungsfolter und forderte Straffreiheit für Polizeibeamte in ähnlichen Situationen, woraus sich eine heftig geführte Debatte um das Thema entspann. Bedeutsame Fragen, die auch im Daschner-Prozess behandelt wurden, waren, ob die Rettungsfolter straffrei sei und ob angewandte Folter als Verstoß gegen die Menschenwürde zur Einstellung des Strafverfahrens führen könne.
Das zuständige Landgericht argumentierte mit Verweis auf die Unantastbarkeit der Menschenwürde, dass keinerlei Straftat eine Anwendung von Folter legitimiere, sondern vielmehr gänzlich unerheblich von drohender Gefahr oder Vergehen unter keinen Umständen zu rechtfertigen sei. Die Urteilsbegründung stieß bei einigen Juristen auf Ablehnung. Der Ausdruck Rettungsfolter war ein Kandidat für das Unwort des Jahres 2004.
Die moralische Frage nach der Zulässigkeit einer (damals noch nicht so genannten) Rettungsfolter wurde schon früher aufgeworfen. Z. B. vertrat der spätere niedersächsische Ministerpräsident Ernst Albrecht 1976 folgende Auffassung: Wenn ein Personenkreis entschlossen ist, Massenvernichtungsmittel innerhalb kürzester Frist einzusetzen und dieses Vorhaben nur vereitelt werden kann, wenn die Staatsorgane den Aufenthaltsort dieser Personen in Erfahrung bringen können, „so kann es sittlich geboten sein, diese Information von einem Mitglied dieses Personenkreises durch Folter zu erzwingen, sofern dies wirklich die einzige Möglichkeit wäre, ein namenloses Verbrechen zu verhindern“.